# Freeheld (film, 2007)

Freeheld est un film documentaire américain réalisé par Cynthia Wade (en) et sorti en 2007.
Il a remporté l'Oscar du meilleur court métrage documentaire en 2007. Le téléfilm Free Love a été réalisé en 2015 sur le même sujet.

## Synopsis
Le film raconte le combat du lieutenant de police Laurel Hester (en) (1956-2006) face au Comté d'Ocean (New Jersey) pour pouvoir transmettre sa pension à sa partenaire, et qu'elle puisse garder leur maison. Laurel est en phase terminale du cancer du poumon et il ne lui reste que peu de temps à vivre.

## Fiche technique
- Réalisation : Cynthia Wade (en)
- Photographie : Cynthia Wade
- Musique : Rob Schwimmer
- Montage : David Teague
- Durée : 39 minutes
- Dates de sortie : 
  - États-Unis : 2007 (Festival du film de Sundance 2007)
  - France : 1er novembre 2007

## Distribution
- Laurel Hester
- Stacie Andree, amie de Laurel
- Don Bennett, journaliste de l’Ocean County Observer

## Distinctions
- 2007 : Prix spécial du jury au Festival du film de Sundance 2007
- 2007 : Prix spécial du jury au Festival international du film de Seattle
- 2008 : Oscar du meilleur court métrage documentaire